# Chariton (Iowa)
Chariton er en by i den sydlige del af delstaten Iowa i Midtvesten i USA. Byen har et indbyggertal på 4.193 (2020) indbyggere og et areal på 10 km2
. Den er hovedby i det amerikanske county Lucas County.